# Rieterische Stiftungsverwaltung Kornburg
Die Rieterische Stiftungsverwaltung Kornburg (auch Rieterstiftung genannt) war eine vom 15. Jahrhundert bis 1812 bestehende Stiftung. Der Reichsstadt Nürnberg unterstand die Stiftung von 1798 bis 1806.

## Geschichte
Die seit 1361 nachweisbaren Nürnberger Patrizier Rieter von Kornburg legten ihr Vermögen in Grundbesitz an. Es entstanden zwei Familienstiftungen: die Kalbensteinberger verwaltete den Besitz von Hans Rieter († 1437) und dessen Sohn Hans († 1460), die Kornburger den Besitz von Peter Rieter († 1462). Unter Georg Rieter († 1528) wurden die beiden Familienstiftungen vereint. Für den Fall des Aussterbens der Rieter im Mannesstamm wurde das Nürnberger Heilig-Geist-Spital als Erbe bestimmt. Weil Georg Rieter auf seinem Besitz in Schwaben lebte, trat er 1517 die Verwaltung der Rieterstiftung gegen einen jährlichen Geldbetrag an das Heilig-Geist-Spital ab. Dies wurde bis 1585 so gehandhabt, seit der Reformation erfolgte die Verwaltung durch das Nürnberger Spitalamt Heilig Geist.
Im Jahr 1752 setzte Johann Albrecht Andreas Adam Rieter, der der letzte seines Geschlechts war, das Ritterkanton Altmühl, dessen Hauptmann er war, zum Erben seines Allodialbesitzes ein. 1753 kam es zu einem Vergleich zwischen dem Spital und dem Ritterkanton, aber erst 1798 konnte Nürnberg als Verwalterin des Heilig-Geist-Spital in alle Rechte der Rieterstiftung eintreten. 1812 floss das Stiftungsvermögen der Rieterstiftung in die königlich bayerische Stiftungsadministration ein.

## Beschreibung
Hochgerichtliche Befugnisse hatte die Rieterstiftung nicht. Es übte über allerdings die Dorf- und Gemeindeherrschaft über Kalbensteinberg und Sorg aus. Die Rieterstiftung hatte über den Nürnberger Raum hinaus grundherrschaftliche Ansprüche in den Hochgerichtsbezirken der Reichsstadt Windsheim, Brandenburg-Ansbach, Brandenburg-Bayreuth, dem Hochstift Bamberg und dem Hochstift Eichstätt. Gegen Ende des 18. Jahrhunderts waren es 186 Anwesen in 23 Orten.
| Ort                           | GH  | ∑   | %   | Hochgericht 1         | Hochgericht 2          |
| ----------------------------- | --- | --- | --- | --------------------- | ---------------------- |
| Allerheiligen                 | 001 | 001 | 100 | Brandenburg-Ansbach   |                        |
| Geslau                        | 001 | 040 | 003 | Brandenburg-Ansbach   |                        |
| Großschwarzenlohe             | 007 | 022 | 032 | Brandenburg-Ansbach   |                        |
| Igelsbach                     | 001 | 030 | 003 | Brandenburg-Ansbach   |                        |
| Kalbensteinberg               | 056 | 056 | 100 | Brandenburg-Ansbach   |                        |
| Kleinschwarzenlohe            | 003 | 024 | 013 | Brandenburg-Ansbach   |                        |
| Kornburg                      | 021 | 076 | 028 | Brandenburg-Ansbach   |                        |
| Krottenbach                   | 001 | 014 | 007 | Brandenburg-Ansbach   |                        |
| Külsheim                      | 001 | 044 | 002 | Reichsstadt Windsheim | Brandenburg-Bayreuth ⚭ |
| Leuzdorf                      | 001 | 014 | 007 | Brandenburg-Ansbach   |                        |
| Nerreth                       | 001 | 006 | 017 | Brandenburg-Ansbach   |                        |
| Neunhof                       | 001 | 059 | 002 | Brandenburg-Bayreuth  | Reichsstadt Nürnberg ⚔ |
| Neuses bei Windsbach          | 001 | 012 | 008 | Brandenburg-Ansbach   |                        |
| Oberreichenbach               | 001 | 009 | 011 | Brandenburg-Ansbach   |                        |
| Raubersried                   | 001 | 021 | 005 | Brandenburg-Ansbach   |                        |
| Röthenbach bei Sankt Wolfgang | 002 | 021 | 010 | Brandenburg-Ansbach   |                        |
| Röthenbach bei Schweinau      | 001 | 030 | 003 | Reichsstadt Nürnberg  | Brandenburg-Ansbach ⚔  |
| Sauerheim                     | 003 | 009 | 033 | Hochstift Bamberg     |                        |
| Seitersdorf                   | 001 | 019 | 005 | Brandenburg-Ansbach   |                        |
| Sorg                          | 018 | 018 | 100 | Brandenburg-Ansbach   |                        |
| Unterasbach                   | 002 | 032 | 006 | Brandenburg-Ansbach   |                        |
| Untererlbach                  | 006 | 011 | 055 | Hochstift Eichstätt   |                        |
| Zirndorf                      | 006 | 121 | 005 | Brandenburg-Ansbach   |                        |

GH gibt die Zahl der Anwesen an, über die die Rieterstiftung die Grundherrschaft hatte. ∑ gibt die Gesamtzahl der Anwesen des Ortes an. % gibt den prozentualen Anteil an. Hochgericht1 gibt die Herrschaft an, die hochgerichtliche Befugnisse hatte. Hochgericht2 gibt, soweit vorhanden, eine weitere Herrschaft an, die entweder die hochgerichtlichen Befugnisse von Hochgericht1 bestritt (⚔) oder gemeinsam (⚭) mit ihr ausübte.